# Anna Maria Rimoaldi
Anna Maria Rimoaldi (Roma, 23 novembre 1924 – Poggio, 2 agosto 2007) è stata una regista, sceneggiatrice e organizzatrice culturale italiana.
Dal 1986 sino alla sua morte è stata l'organizzatrice del Premio Strega.

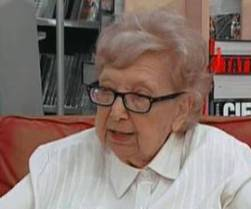
Anna Maria Rimoaldi

## Biografia
Nasce a Roma il 23 novembre 1924. Laureata in Matematica alla Sapienza Università di Roma, nel 1946 è tra i fondatori del Centro Universitario Teatrale. I primi anni del dopoguerra la vedono impegnata nella messa in scena di numerosi drammi e commedie tra cui Minna di Mirnhalem di Lessing, La Celestina di De Rojas, Gli innamorati di Goldoni, dirigendo attori come Gabriele Ferzetti, Giulietta Masina e Marcello Mastroianni. Per la Rai cura inoltre la trasposizione televisiva e radiofonica di opere di Manzoni, Deledda, Sand e Eliot.
A metà degli anni Sessanta incontra Maria Bellonci, con la quale avvia un lungo sodalizio umano e professionale. Per sette anni Anna Maria lavora fianco a fianco con Bellonci alla scrittura di uno sceneggiato televisivo su Isabella d’Este, che la Rai non riuscirà mai a produrre. La sceneggiatura tuttavia sarà in parte riutilizzata nella stesura di Rinascimento privato (1985), ultimo romanzo di Bellonci e suo testamento spirituale.
In questi anni il sostegno di Anna Maria Rimoaldi si rivela sempre più indispensabile al lavoro della scrittrice, che si avvale della collaborazione dell’amica anche per Il Milione di Marco Polo (1980) e per la realizzazione televisiva del racconto Delitto di Stato, per la regia di Gianfranco De Bosio.
Erede di Maria Bellonci, Anna Maria Rimoaldi crea nel 1986 e dirige ininterrottamente la Fondazione dedicata alla scrittrice e al marito Goffredo. 
Il 2 agosto 2007 si è spenta a 82 anni nella sua casa elbana di Poggio, borgo collinare che aveva eletto a suo buen retiro fin dal 1953.